# 蒙布兰 (热尔省)
蒙布兰（法語：Monbrun，法語發音：[mɔ̃bʁœ̃]）是法国热尔省的一个市镇，属于欧什区。

## 地理
蒙布兰（43°39'45"N, 1°1'29"E）面积10.8 平方千米，位于法国奧克西塔尼大區热尔省，该省份为法国西南部内陆省份，北起顺时针与洛特-加龙省、塔恩-加龙省、上加龙省、上比利牛斯省、大西洋比利牛斯省和朗德省接壤。
与蒙布兰接壤的市镇（或旧市镇、城区）包括：昂科斯、贝勒加德圣玛丽、博皮、利勒茹尔丹、罗克洛尔圣欧班、图镇。

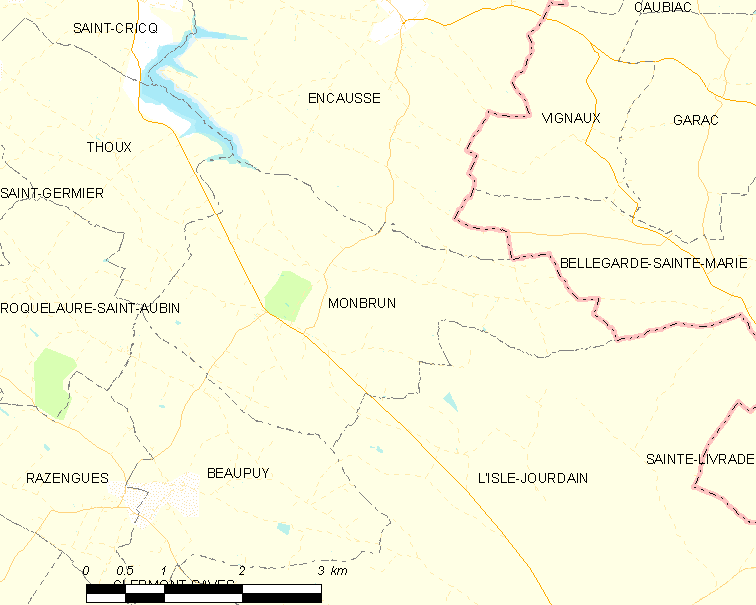
的OSM定位图

蒙布兰的时区为UTC+01:00、UTC+02:00（夏令时）。

## 行政
蒙布兰的邮政编码为32600，INSEE市镇编码为32262。

## 政治
蒙布兰所属的省级选区为日莫讷-阿拉茨县。

## 人口

1962-2008年间人口变化图示

蒙布兰于2022年1月1日时的人口数量为405人。